# Styl zakopiański

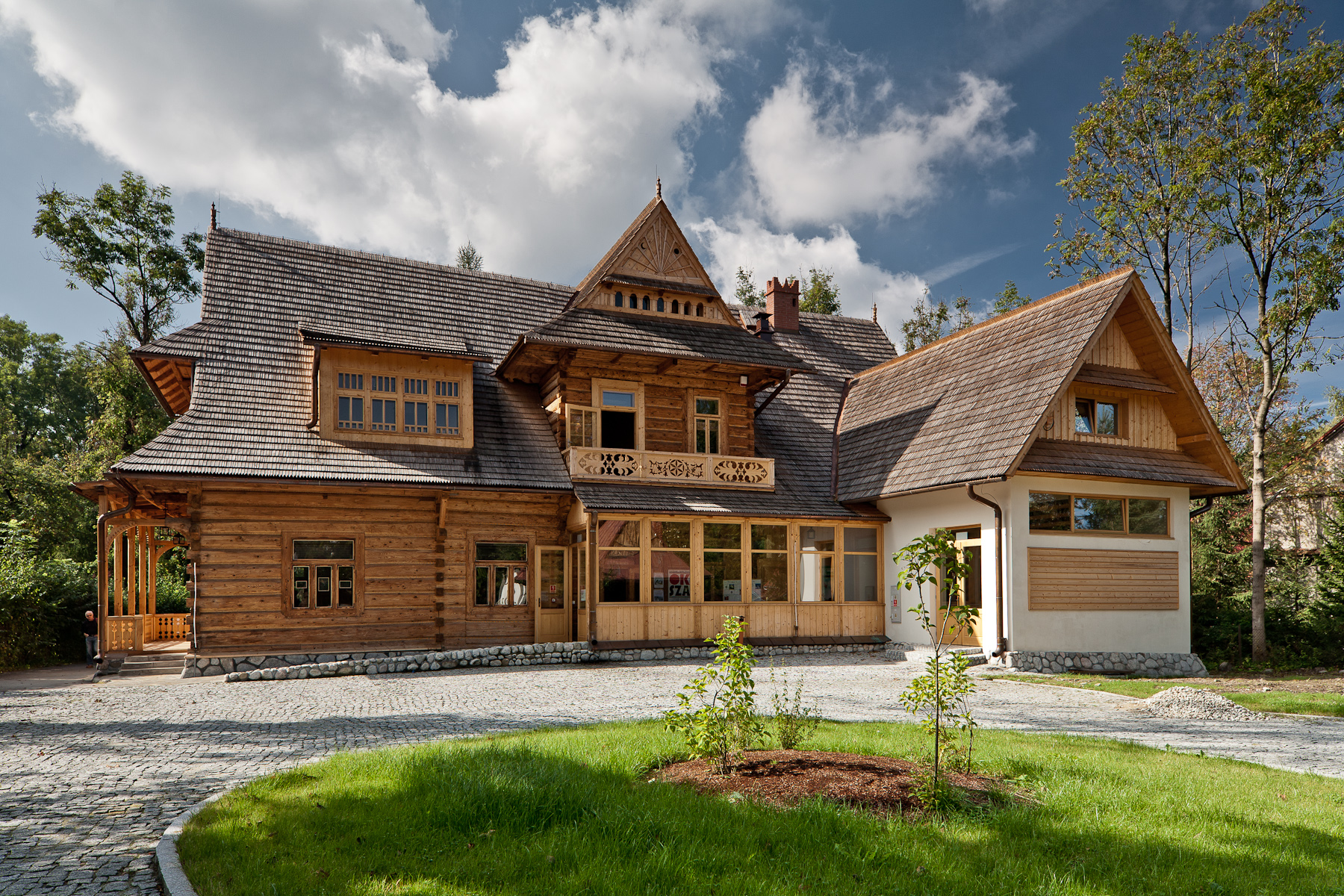
Willa „Oksza” w Zakopanem, 1894 (2011)

Styl zakopiański – styl architektoniczny wprowadzony przez Stanisława Witkiewicza ok. 1890 r. Witkiewicz dążył do stworzenia podstawy dla nowoczesnej polskiej architektury narodowej na podłożu sztuki Podhala.
Propagatorami tego stylu byli m.in. W. Matlakowski, W. Eljasz-Radzikowski i J. Wojciechowski, a forum jego popularyzacji stał się m.in. wydawany w latach 1899–1906 „Przegląd Zakopiański”. Styl przyjął się głównie w budownictwie pensjonatów.
W stylu zakopiańskim wykonywano również meble, sprzęty gospodarcze, ubiory, wyroby z porcelany, instrumenty muzyczne i pamiątki. Elementy kultury górali przenikały także do twórczości kompozytorów i pisarzy. W szerszym ujęciu określenie „styl zakopiański” obejmuje wszystkie przejawy przenikania ludowej sztuki Podhala do kultury ogólnonarodowej.

## Charakterystyka stylu

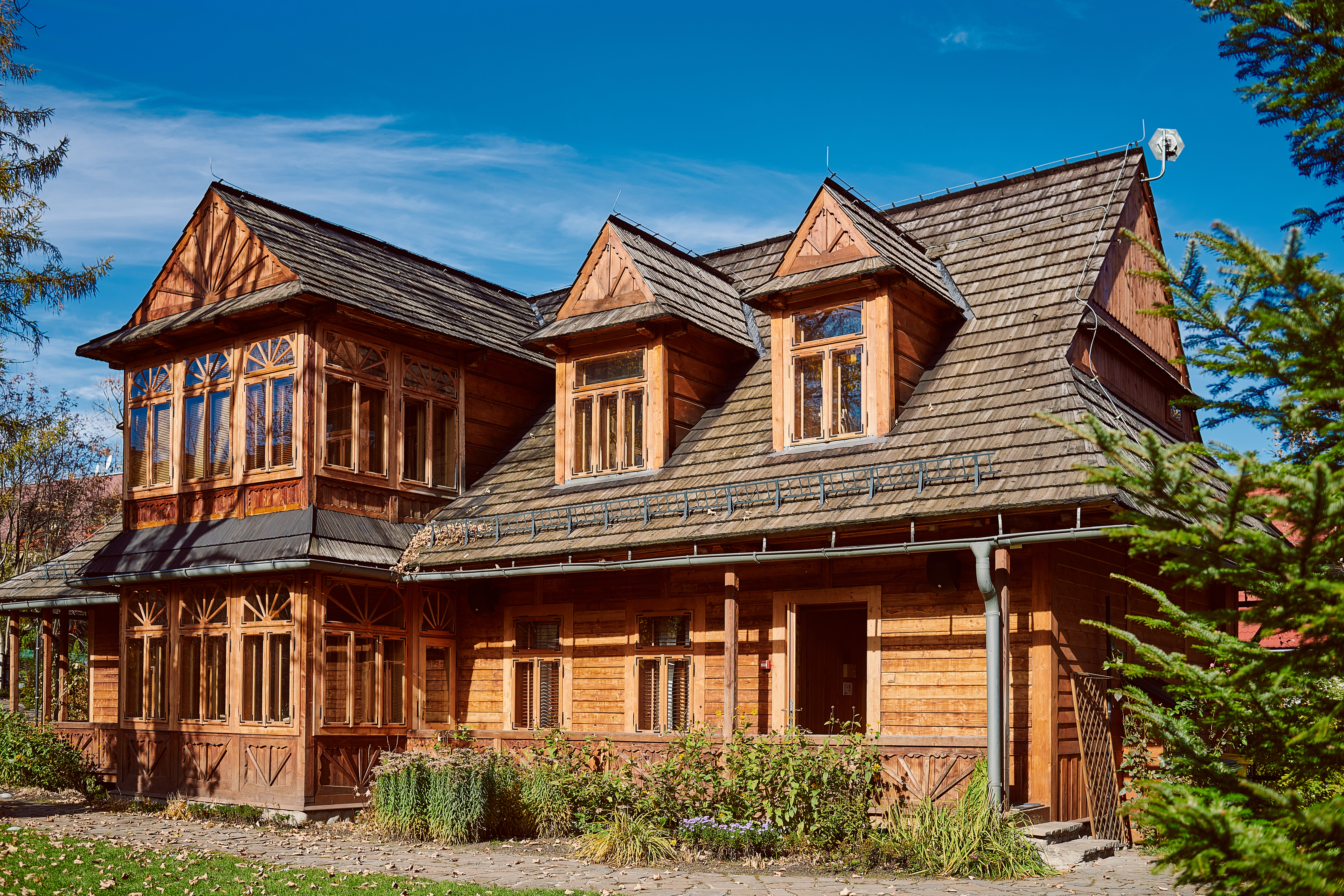
Atma Karola Szymanowskiego w Zakopanem

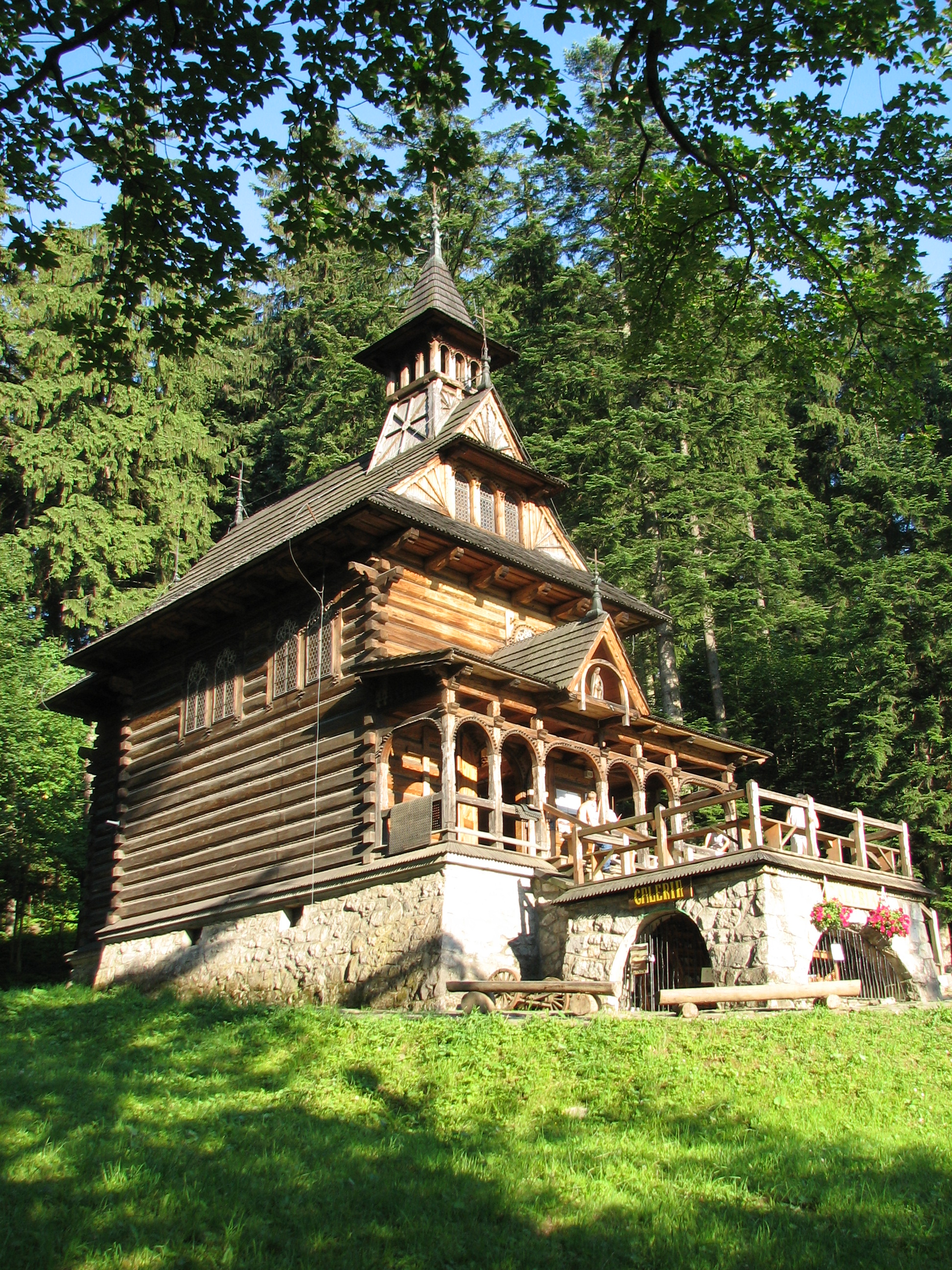
Kaplica Najświętszego Serca Jezusa w Jaszczurówce

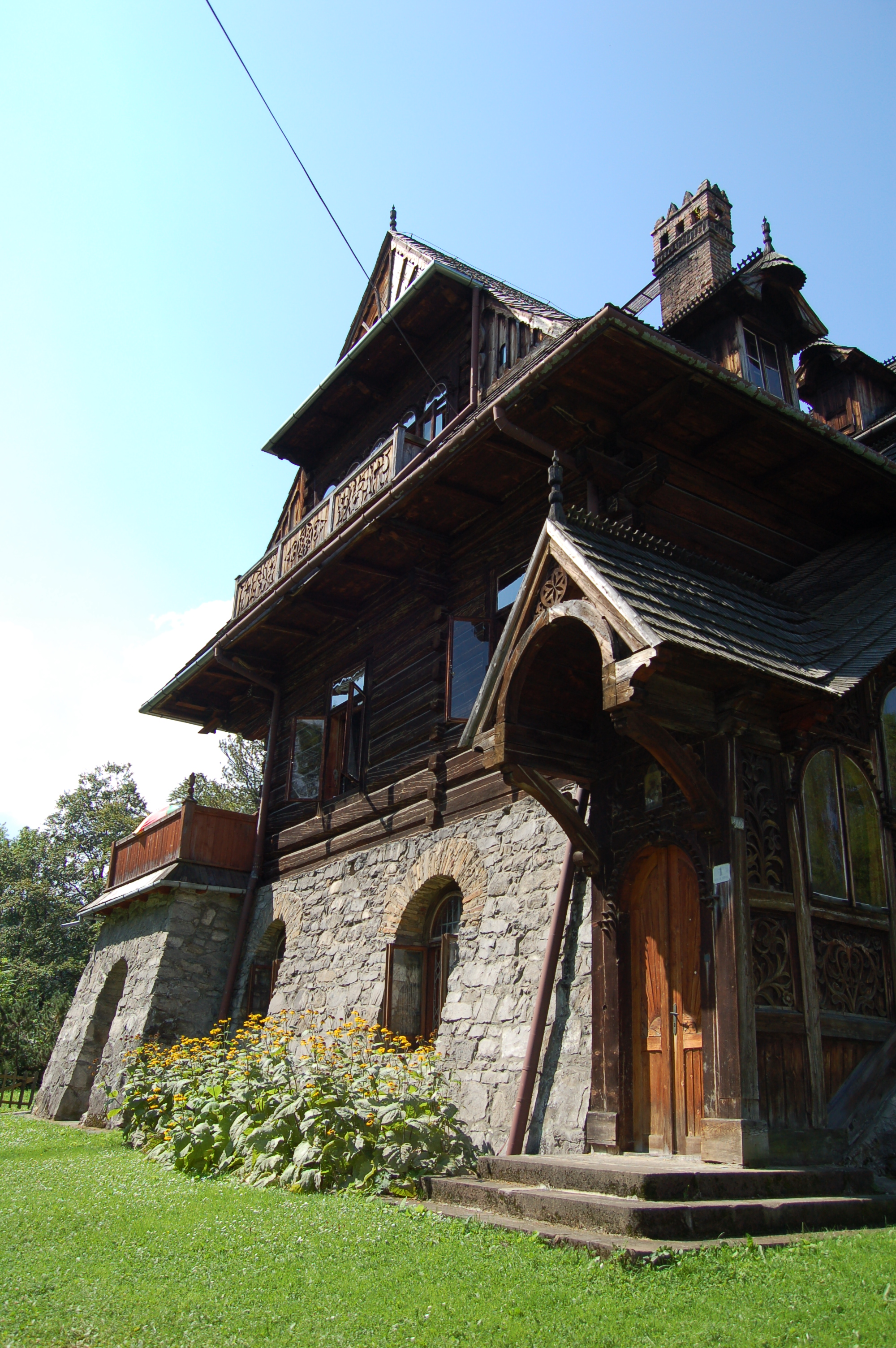
Willa Pod Jedlami

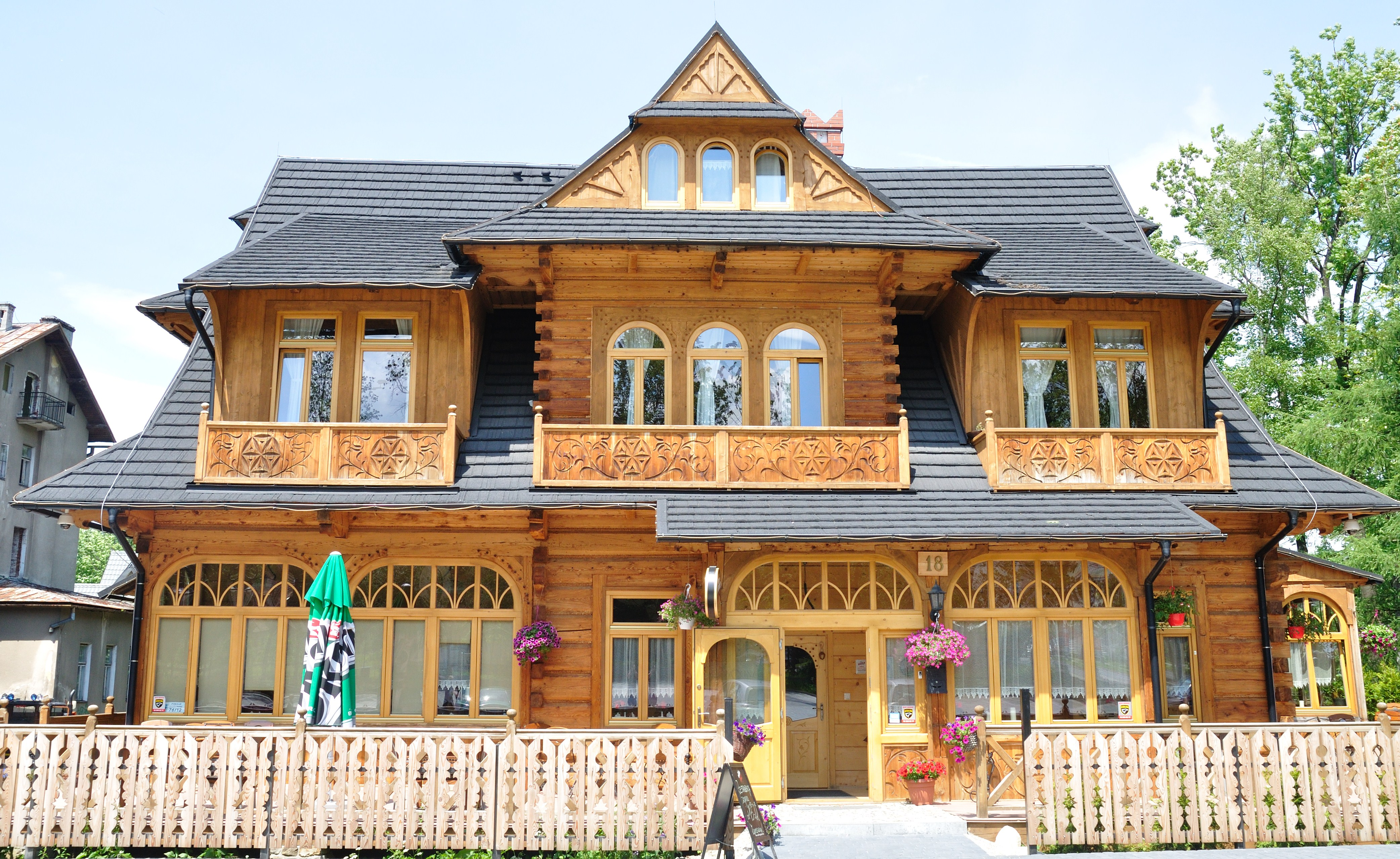
Willa Konstantynówka, Zakopane

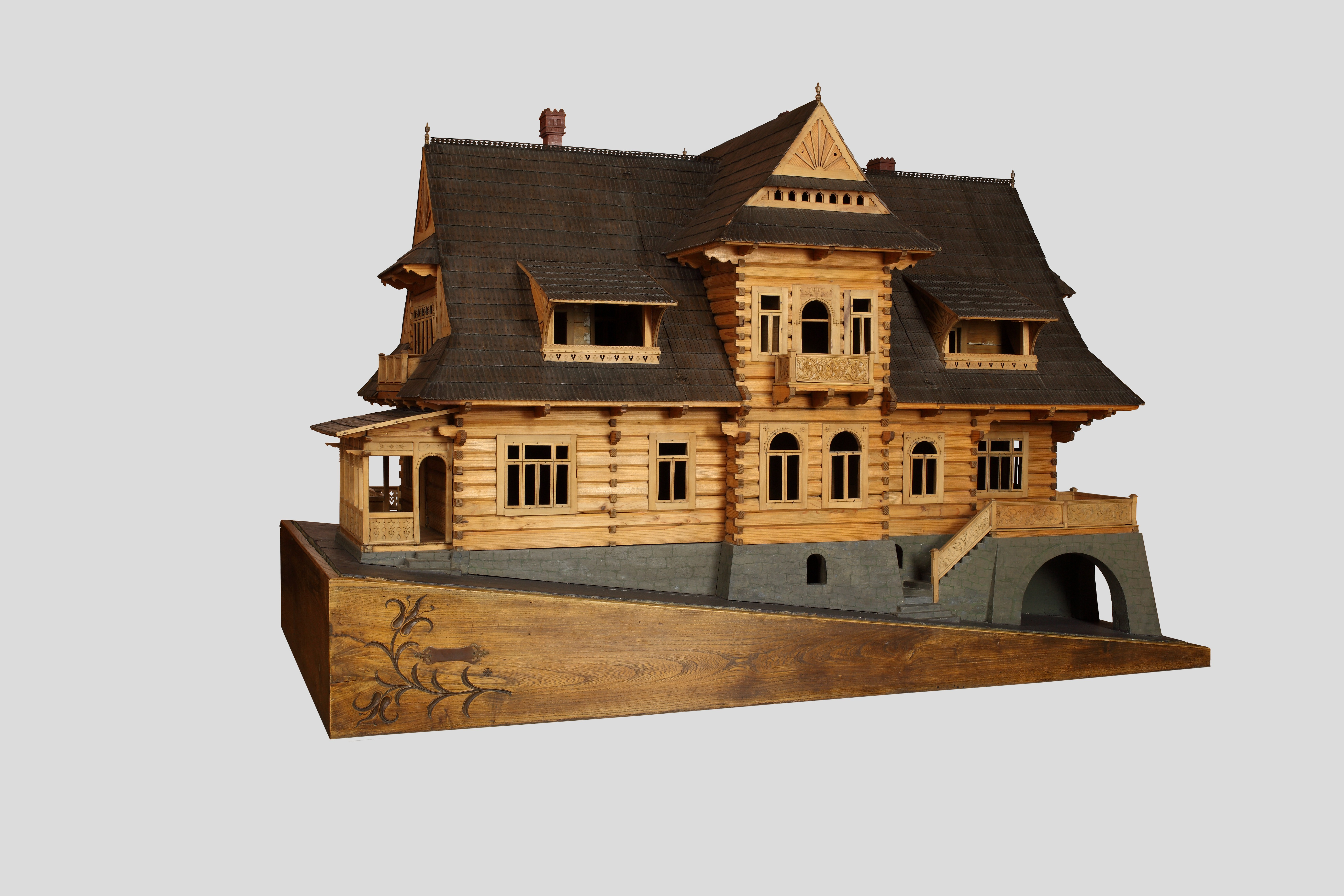
Model Willi pod Jedlami projektu Stanisława Witkiewicza

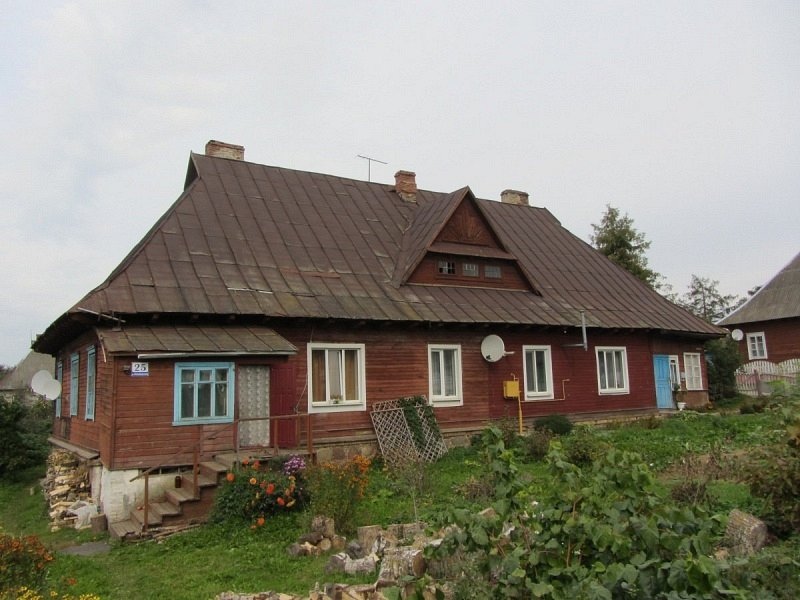
Dom w Głębokiem na Białorusi

Witkiewicz wzorował się na tradycyjnym budownictwie górali podhalańskich wzbogacając je elementami secesji.
Plan dwuizbowej chaty rozbudował tak, aby powstała willa służąca bogatym przybyszom. Jedno- lub dwutraktowe domy ze spadzistymi dachami, miały piętro ustawione w kierunku prostopadłym do części parterowej. Stawiano je na wysokich podmurówkach z łamanego kamienia. Podmurówki, z uwagi na ukształtowanie terenu, miały różną wysokość (z jednej strony budynku podmurówka zazwyczaj była znacznie wyższa). To pozwoliło na umieszczenie w ścianie piwnicy zakończonych łukowym nadprożem okien. Ściany stawiano z drewnianych płaz (drewnianych pni przeciętych wzdłuż na pół) na zrąb (konstrukcja wieńcowa z zamkami węgłowymi bez ostatków, co czyniło naroża budynków bardziej eleganckimi), kryto gontem.
Witkiewicz wykorzystał wiele ozdób charakterystycznych dla podhalańskiego budownictwa. Dachy zdobił pazdurami a szczyty, okna i drzwi – słoneczkami (wąskimi listwami przybijanymi promieniście). Wystające poza obrys domu, skrzyżowane w węgłach płazy (tzw. rysie) rzeźbionymi motywami roślinnymi.
Innymi charakterystycznymi elementami projektowanych przez Witkiewicza domów były umieszczona pod wysuniętym okapem na południowej elewacji odkryta weranda, nazywana przyłapem, wsparta na łukach kamiennej podmurówki i małe pokoiki na poddaszu – wyględy (ich wygląd nawiązywał do tradycyjnych szop i szałasów, w których pod dachem przechowywano siano, wrzucane tam przez podnoszoną klapę dachu).

## Historia
Wraz z rosnącą popularnością Tatr rosła liczba nowych mieszkańców Zakopanego. Pierwszym, który wybudował dla siebie nowy dom (w stylu szwajcarskim) był Walery Eliasz-Radzikowski (1877). W latach osiemdziesiątych powstały kolejne wille naśladujące budownictwo uzdrowisk austro-węgierskich. Po osiedleniu się w Zakopanem Stanisława Witkiewicza (w 1890) został on poproszony o zaprojektowanie domu dla Zygmunta Gnatowskiego. Już w 1891 powstały szkice willi „Koliba”, pierwszego domu w stylu zakopiańskim, zbudowanego w latach 1892–1893 przy ul. Kościeliskiej. W latach późniejszych powstały kolejne domy i pensjonaty: „Pepita”, „Skoczyska”, „Staszeczkówka”, „Oksza”, „Zofiówka”, „Nałęcz”, willa „Pod Jedlami” i inne.
Projekty Witkiewicza spodobały się, wśród inteligencji zaczął się szerzyć błędny pogląd o przetrwaniu w ludowej sztuce Podhala elementów rdzennie polskich. „Wierzono za Witkiewiczem, że na Podhalu przechowało się prapolskie, rdzennie słowiańskie budownictwo i rodzima, autentyczna ornamentyka. Stąd propagowanie „zakopiańszczyzny” poza Podhalem traktowano jako odrodzenie się budownictwa i ornamentyki narodowej.” Styl zakopiański został okrzyknięty stylem narodowym, a jego propagowanie uznano za patriotyczny obowiązek. Stąd też tak wiele budowli w tym stylu powstało m.in. w zaborze rosyjskim, z dala od Tatr.
Powstawały kolejne obiekty w Zakopanem i poza nim, m.in. kaplica dla kościoła na Krupówkach, Jaszczurówce (projekty Witkiewicza). Styl zakopiański znalazł swoich naśladowców: Tadeusz Prauss – projektant schroniska nad Morskim Okiem, Jan Witkiewicz-Koszyc – willa „Witkiewiczówka” w Zakopanem, „Chata” dla Stefana Żeromskiego w Nałęczowie, Józef Kaspruś – „Atma” (Muzeum Karola Szymanowskiego w willi „Atma” w Zakopanem), Andrzej Galica – „Orkanówka” w Porębie Wielkiej, Bogdan Hoff – wille dla doktora Juliana Ochorowicza, „Słoneczna” dla Henryka Dynowskiego i „Zacisze” dla biskupa Juliusza Burschego – wszystkie w Wiśle. Wybudowano wille np. w Konstancinie i Aninie, kamienicę Jana Starowicza „Pod Góralem” w Łodzi, dworzec kolejowy w Syłgudyszkach na Litwie.
Projekt willi w stylu zakopiańskim zapewnił wygraną w konkursie architektonicznym pisma Moniteur des Architectes Franciszkowi Mączyńskiemu.
Popularność stylu zakopiańskiego zaczęła zanikać jeszcze za życia Witkiewicza. Po jego śmierci styl witkiewiczowski okazał się zjawiskiem związanym przede wszystkim z osobowością jego twórcy. Próby jego rozwinięcia, zastosowania dla nowych potrzeb były mało udane. Początkowo liczni kontynuatorzy jedynie naśladowali swojego mistrza.
Obecnie dla stylu zakopiańskiego przyjmuje się ramy czasowe: lata 1891–1914, a jego zasięg terytorialny ogranicza się do Podhala.

## Istniejące budynki w stylu zakopiańskim

### W Zakopanem ocalały niektóre budynki, zaprojektowane przez Witkiewicza
- Willa „Koliba” – od 4 grudnia 1993 Muzeum Stylu Zakopiańskiego,
- Willa „Oksza” – przy ul. Zamoyskiego, wybudowana w 1894–1895 dla Wincentego Korwin-Kossakowskiego,
- Willa „Pod Jedlami” – wybudowana na Kozińcu w 1897 dla Jana Gwalberta Pawlikowskiego,
- Willa „Rialto” – przy ul. Chałubińskiego, wybudowana w 1897–1898 dla Teresy Zagórskiej,
- Willa „Konstantynówka” – przy ul. Jagiellońskiej, wybudowana w 1900 dla Anieli Zagórskiej,
- Chałupa pod Wykrotem,
- Willa „Grażyna” – wybudowana na Ciągówce w 1900–1902 dla Szymona Stempkowskiego
- budynek Muzeum Tatrzańskiego – według projektu Stanisława Witkiewicza i Franciszka Mączyńskiego
- kaplice:
  - na Jaszczurówce (1904–1908),
  - Matki Bożej Różańcowej i św. Jana Chrzciciela w kościele przy Krupówkach,
  - kaplica Albertynek na Kalatówkach (1898),
  - kaplica św. Anny na Płazówce (1891).

### Przykłady stylu zakopiańskiego spoza Zakopanego

#### w Polsce
- Dom Ludowy – przy ulicy Klubowej 2 w Sosnowcu
- Dom Drzewiarza – przy ul. Tartacznej 19 w Augustowie
- Willa Orla – przy ul. Kasprowicza 2 w Gdyni

#### na Białorusi
- Osiedle domów w Brasławiu (1924–1926)
- Dom myśliwski w majątku Szarkowszyzna (rejon świsłocki) (1936)
- 6 domów w Głębokiem: 3 przy ul. Komsomolskiej i 3 przy ul. Wolnej (1920–1930-x)
- 2 domy w Berezweczu (1920–1930-x)
- szkoła w Mosarzu
- Dom, stajnia, bramy wjazdowe w Starej Spuszy koło Grodna (pocz. XX w.)
- Dom w maj. Socha (rejon drohiczyński) (pocz. XX w.)
- Stajnie dworskie w Zakozielu (rejon drohiczyński)
- Krywicze (rejon postawski)

## Polecana literatura
- Władysław Matlakowski, Budownictwo ludowe na Podhalu. Akademia Umiejętności, Kraków, 1892 – szczegółowe studia architektury góralskiej poprzedzające stworzenie przez Witkiewicza Stylu Zakopiańskiego. Tu można poczytać o elementach architektonicznych, które stanowiły podstawę do rozwinięcia Stylu Zakopiańskiego i które zostały w nim twórczo rozwinięte. Książka dostępna jest w zasobach Dolnośląskiej Biblioteki Cyfrowej: https://www.dbc.wroc.pl/dlibra/publication/6618/edition/6122/content?. Tablice do dzieła dostępne w zasobach Małopolskiej Biblioteki Cyfrowej: http://mbc.malopolska.pl/dlibra/docmetadata?id=110500&from=publication.
- Stanisław Witkiewicz, Styl Zakopiański – Zeszyt 2, Ciesielstwo. Wydawnictwo H. Altenberga, Lwów 1911 – książka napisana przez Witkiewicza przed śmiercią, będąca próbą podsumowania i scharakteryzowania Stylu Zakopiańskiego. Pozycja dostępna w repozytorium Biblioteki Politechniki Krakowskiej: https://repozytorium.biblos.pk.edu.pl/resources/2045.